# Marián Hronský
Marián Hronský (Újbánya, 1940. augusztus 4. – 2012. június 3.) szlovák történész.

## Élete
1962-ben végzett a Károly Egyetemen, történelem-filozófia szakon, majd kisdoktori fokozatot is szerzett. Előbb a besztercebányai Szlovák Nemzeti Felkelés Múzeumában dolgozott, majd 1966-1967-ben a pozsonyi Szlovák Nemzeti Múzeum munkatársa volt. Később a prágai Hadtörténeti Intézet pozsonyi részlegén helyezkedett el, s három évtizeden át ott is maradt.
1975-ben a Szlovák Tudományos Akadémia Történeti Intézetében védte meg kandidátusi munkáját. 2002-ben nagydoktori fokozatot szerzett. 2004-től a SzTA Politikai Tudományok Intézetében lett vezetői beosztása.
Szlovákia politikatörténeti és hadtörténeti vonatkozásaival foglalkozott az első világháború és Csehszlovákia létrejötte körüli időkben. A Vojenské dejiny Slovenska című mű munkatársa volt. A Szlovák Történelmi Társaság vezetőségi tagja volt.

## Elismerései
- 2012 Milan Hodža-díj (in memoriam)
- 2012 Irodalmi Alap díja (in memoriam)

## Művei
- Boj povstaleckej armády na Ostrom
- 1976 Slovensko na rázcestí – Slovenské národné rady a gardy v roku 1918. Košice
- 1982/1988 Vzbura slovenských vojakov v Kragujevci. Martin
- 1987 Slovensko pri zrode Československa. Bratislava
- 1998 Boj o Slovensko a Trianon 1918-1920. Bratislava
- 2002 Talianska vojenská misia. História – Revue o dejinách spoločnosti Archiválva 2018. augusztus 29-i dátummal a Wayback Machine-ben
- 2011 Trianon – Vznik hraníc Slovenska a problémy jeho bezpečnosti 1918-1920
- Mikulášska rezolúcia 1918 – Slovenská sociálna demokracia v procese národnooslobodzovacieho zápasu
- Martinská deklarácia. (tsz. Miroslav Pekník)
- Trianon – Vznik hraníc Slovenska a problémy jeho bezpečnosti (1918–1920)

### Magyarul
- Szlovákia elfoglalása a csehszlovák katonaság által 1918 novemberétől 1919 januárjáig; ford. Käfer István; Honvéd Hagyományőrző Egyesület, Budapest, 1993